# Trabajo a tiempo completo

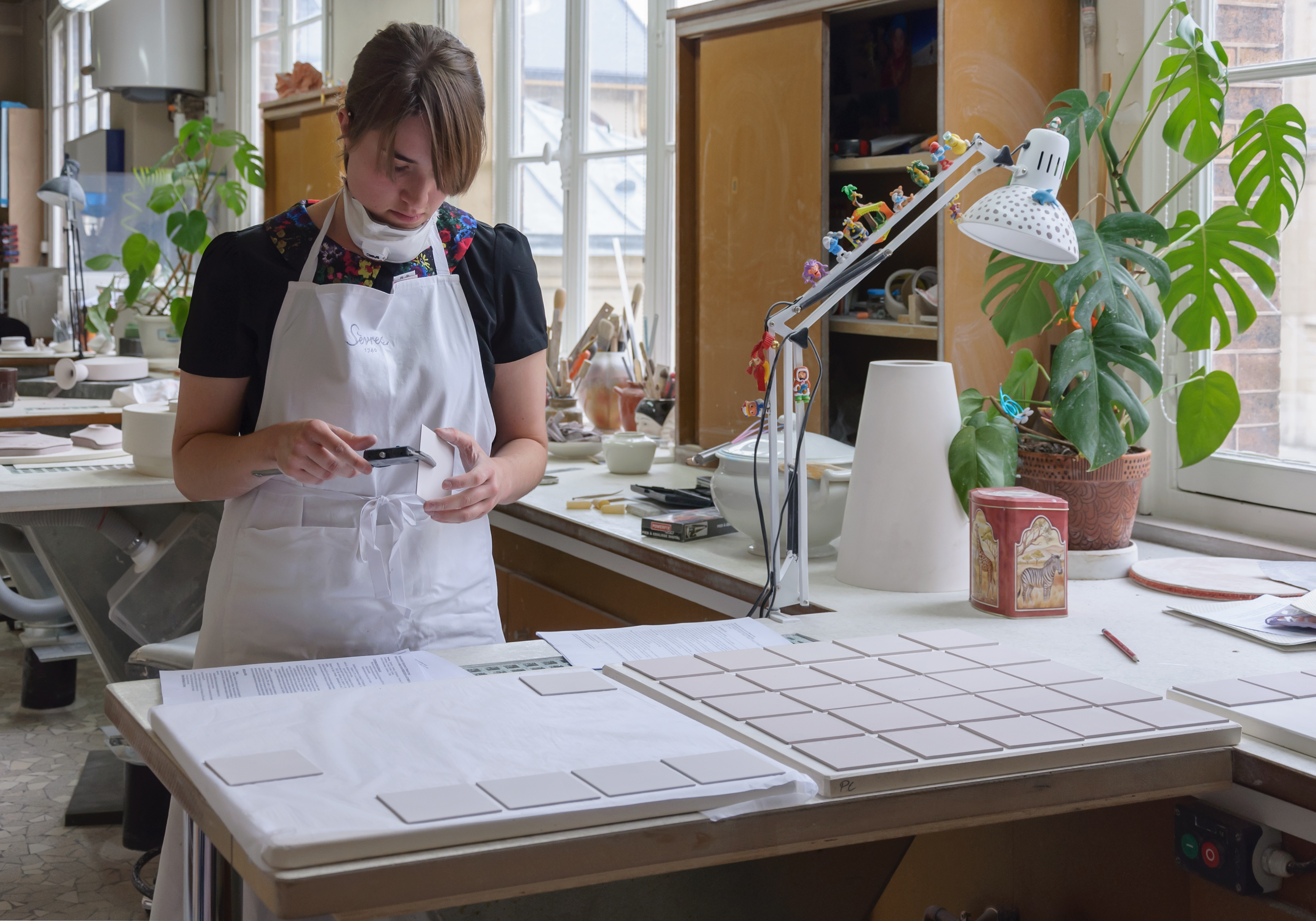
Empleada de una fábrica de porcelana, donde se suele trabajar a tiempo completo

Un trabajo a tiempo completo o trabajo a jornada completa es un empleo que ocupa a la persona un tiempo cercano a la jornada máxima diaria fijada en cada país, esto es, entre 7 y 9 horas diarias, todos los días laborables de la semana. Lo opuesto es el trabajo a tiempo parcial.

## Generalidades
Los empleados a tiempo completo disfrutan a menudo de beneficios laborales que no suelen ofrecerse a trabajadores a tiempo parcial o a trabajadores freelance, como vacaciones pagadas anuales, permiso por enfermedad o seguro de salud. Los trabajos a jornada completa gozan de mayor consideración curricular que los empleos a tiempo parcial. Sin embargo existe legislación para impedir que los empresarios discriminen a los trabajadores a tiempo parcial, por lo que este factor no debería considerarse. Generalmente los patronos pagan más por hora a un trabajador a tiempo completo que a otro a tiempo parcial, y esto es similarmente discriminatorio si el factor primario de la decisión sobre el salario por hora es que se trabaje toda la jornada o solo parte. 
La Ley norteamericana de estándares de trabajo justo (FLSA por sus siglas en inglés) no define ni el trabajo a tiempo completo ni el trabajo a tiempo parcial. El Ministerio de Trabajo de EE. UU. considera que esto debe determinarlo el empresario. Las definiciones que hacen las distintas empresas pueden variar y generalmente se publican en cada manual del empleado. Las compañías generalmente requieren de 32 a 40 horas por semana para que el trabajo se considere a tiempo completo y por tanto elegible para beneficios laborales.
El estatus de jornada completa varía según la empresa y a menudo se basa en el turno en el que el empleado debe trabajar cada semana (turno de mañana, turno de noche, etc.). La semana laboral "estándar" en muchos países consta de 5 días de 8 horas, generalmente entre las 9:00 a. m. y las 5:00 p. m. o entre las 10:00 a. m. y las 6:00 p. m., lo que hace un total de 40 horas. 
Mientras que una semana de 4 días generalmente consta de 4 días de 10 horas, esos días también pueden ser de solo 9 horas, para sumar así 36 horas semanales. Si el turno del trabajador es de 12 horas seguidas, a menudo su semana laboral es de 3 días, salvo que la empresa pida al empleado que haga horas extra. Estas horas deben pagarse (normalmente a un precio mayor que las horas normales) desde el momento en que las horas trabajadas en una semana superan el límite establecido (por ejemplo 40 en EE. UU., donde el salario mínimo legal por hora extra es vez y media el salario por hora normal). Se considera que debe pagarse más para compensar ligeramente la fatiga suplementaria que el empleado experimenta debido a estos largos turnos. 
Aunque los turnos del trabajador sean muy irregulares, como sucede en el comercio al por menor, su trabajo se considera a jornada completa si se alcanza el número de horas semanales requerido. 
Hay situaciones donde a una persona que necesita trabajar a tiempo completo solo se le da un trabajo a tiempo parcial (parcialidad indeseada), lo cual es a veces una forma de evitar despidos y las consecuencias que tendrían para la empresa (indemnizaciones) y para la sociedad (aumento del desempleo, reducción de la riqueza y conflicto social). Asimismo, para el Estado suele ser más barato un Expediente de Regulación Temporal de Empleo (ERTE) para n trabajadores que abonar el seguro de desempleo completo a esos trabajadores. Además mantienen así la vinculación con la empresa y, si aumentan de nuevo los pedidos, pueden recibir más carga de trabajo y ver otra vez aumentadas sus horas trabajadas y sus ingresos.

## Definiciones por país
Semanas laborales completas:
- Australia: aproximadamente 38 horas[1]
- Bélgica: 38 horas
- Brasil: 40-44 horas
- Chile: 45 horas
- Canadá: 37,5-40 horas
- Colombia: 47 horas
- Dinamarca: 37 horas
- Francia: semana de 35 horas[2]
- Alemania: 35-40 horas
- Islandia: 40 horas
- India: 48 horas (por la Ley de fábricas de 1948, una persona no puede trabajar más de 48 horas semanales)
- Taiwán: 40 horas[3]
- Israel: 43 horas
- Italia: 40 horas
- Países Bajos: 35-40 horas[4]
- Noruega: 40 horas[5] (a menudo regulado a 37,5 excluyendo la pausa para comer)
- Polonia: 40 horas
- Rusia: 40 horas
- Suecia: 40 horas (no definido formalmente)[6]
- Reino Unido: 35 horas (no definido formalmente);[7] también son habituales los contratos de 37,5 horas o de 40 horas.
- Estados Unidos: 30 horas o más, de acuerdo con las definiciones de la Ley del Cuidado de Salud a Bajo Precio.[8][9][10][11] «La Ley norteamericana de estándares de trabajo justo (FLSA por sus siglas en inglés) no define ni el trabajo a tiempo completo ni el trabajo a tiempo parcial. Se considera que esto debe determinarlo el empresario».[12]

## Uso académico
"A tiempo completo" (full-time en inglés) también puede utilizarse para hacer referencia a un estudiante (normalmente de educación superior) que se matricula en todas las asignaturas de un periodo académico (en vez de, por ejemplo, matricularse el primer año en 2 tercios de las asignaturas, el segundo año en 3 cuartos, etc.). La distinción entre un estudiante a tiempo completo y otro que compagina los estudios con trabajo, y prefiere cursar menos asignaturas, varía marcadamente de país a país. Por ejemplo, en los Estados Unidos generalmente se entiende que un estudiante a tiempo completo asume 12 o más créditos. Esto se traduce en 12 horas de clase a la semana (a menudo de 50 minutos en vez de 60). Las "horas de laboratorio" habitualmente cuentan menos: solo la mitad de un crédito, o incluso solo un tercio.
El alumnado internacional debe estudiar a tiempo completo para mantener su visado estudiantil. El alumnado adulto (típicamente hasta los 22 o 23 años) puede también estar cubierto por el seguro de salud de sus padres (y posiblemente por su seguro del automóvil y otros servicios) si estudia a tiempo completo, excepto durante una estación del año (normalmente el verano). El alumnado también puede ser elegible para una asociación de estudiantes u otras organizaciones estudiantiles solo si estudia a tiempo completo. El Ministerio de Trabajo estadounidense tiene un programa para estudiantes a tiempo completo que obliga a pagar a los empresarios más del 84 % del salario mínimo por hora a sus empleados estudiantes.